# 粗糙叉毛蓬
粗糙叉毛蓬（学名：Petrosimonia squarrosa）是苋科叉毛蓬属的植物。分布于哈萨克斯坦、高加索以及中国大陆的新疆等地，多生于戈壁、冲积平地或沟沿，目前尚未由人工引种栽培。